# Mike Glover
Michael John Glover é um engenheiro britânico.
É diretor da Arup e diretor técnico da 'Rail Link Engineering'.